# Francis D. Winston

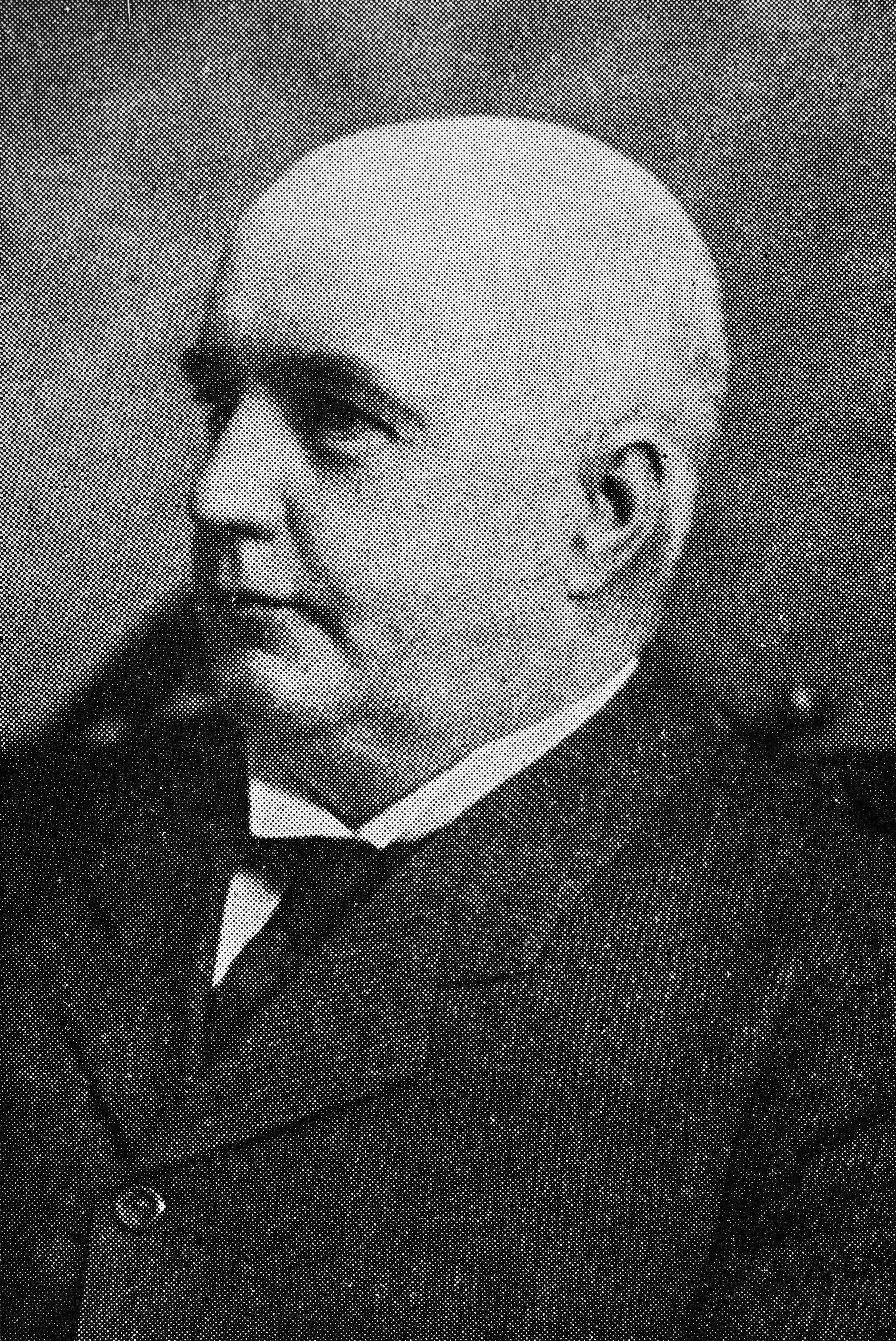
Francis D. Winston

Francis Donnell Winston (* 2. Oktober 1857 im Bertie County, North Carolina; † 26. Januar 1941) war ein US-amerikanischer Jurist und Politiker. Zwischen 1905 und 1909 war er Vizegouverneur des Bundesstaates North Carolina.

## Werdegang
Francis Winston besuchte die Horner School in Oxford und die Fetter’s School in Henderson. Zwischen 1873 und 1875 studierte er an der Cornell University in Ithaca im Staat New York. Danach setzte er seine Ausbildung bis 1879 an der University of North Carolina in Chapel Hill fort. Anschließend unterrichtete er als Lehrer. Nach einem Jurastudium an der Dick and Dillard Law School in Greensboro und seiner 1881 erfolgten Zulassung als Rechtsanwalt begann er in diesem Beruf zu arbeiten. Politisch war er zunächst Mitglied der Republikaner. Über der Frage der Rassentrennung kam es gegen Ende des 19. Jahrhunderts zum Bruch mit dieser Partei. Winston war ein Gegner der Rassengleichheit und schloss sich der damals in dieser Frage konservativen Demokratischen Partei an. Im Jahr 1887 wurde er wohl noch als Republikaner in den Senat von North Carolina gewählt. Zwischen 1898 und 1902 saß er als Demokrat im Repräsentantenhaus von North Carolina. Dann wurde er Richter im zweiten Gerichtsbezirk seines Staates.
1904 wurde Winston an der Seite von Robert Broadnax Glenn zum Vizegouverneur von North Carolina gewählt. Dieses Amt bekleidete er zwischen 1905 und 1909. Dabei war er Stellvertreter des Gouverneurs und Vorsitzender des Staatssenats. Von 1913 bis 1916 war Winston Bundesstaatsanwalt für den östlichen Teil North Carolinas. Er war auch Mitglied der Freimaurer und zwischenzeitlich Präsident der Anwaltskammer von North Carolina. Francis Winston starb am 26. Januar 1941.